# Monte Colombin
Il monte Colombin è un monte delle Alpi Liguri al confine tra Italia e Francia sullo spartiacque tra val Roia e val Nervia. Il colle Saviglione (889 m s.l.m.) lo separa dal Monte Abellio..

## Accesso alla cima
La montagna è facilmente raggiungibile da Airole, Olivetta San Michele, Breil-sur-Roya e Rocchetta Nervina.